# Cronos (film)
Cronos (titlu original: Cronos) este un film mexican dramatic de groază din 1993 regizat de Guillermo del Toro. Rolurile principale au fost interpretate de actorii Federico Luppi și Ron Perlman. Filmul a fost selectat ca propunerea mexicană pentru cel mai bun film străin la cea de-a 66-a ediție a Premiilor Oscar, dar nu a fost acceptat ca nominalizat. O continuare independentă, We Are What We Are, a fost lansată în 2010, singura legătură fiind Daniel Giménez Cacho reluând rolul lui Tito, medicul legist.

## Prezentare
În 1536, un alchimist genial a creat Cronos, un dispozitiv magic care conferă nemurirea. Dar viața veșnică este posibilă cu singură condiție - proprietarul Cronosului trebuie să bea sânge uman proaspăt. Alchimistul a trăit 400 de ani, dar un accident tragic i-a scurtat viața. Cronosul ajunge la noul proprietar, dar și altcineva vrea să dobândească nemurirea.

## Distribuție
- Federico Luppi - Jesús Gris
- Ron Perlman - Angel de la Guardia
- Claudio Brook - Dieter de la Guardia
- Tamara Shanath - Aurora Gris
- Margarita Isabel - Mercedes Gris
- Daniel Giménez Cacho - Tito the Coroner, un personaj care apare și în filmul de groază din 2010 We Are What We Are.
- Mario Iván Martínez - Alchimist
- Farnesio de Bernal - Manuelito
- Jorge Martínez de Hoyos - Narator